# Acytolepis calata
Acytolepis calata är en fjärilsart som beskrevs av Hans Fruhstorfer 1910. Acytolepis calata ingår i släktet Acytolepis och familjen juvelvingar. Inga underarter finns listade i Catalogue of Life.